# زاخر (اسم)
زاخر هو اسم علم مذكر من أصل عربي، ومعناه هو الممتلئ الكريم لأن عرقه يزخر بالكرم.

## وصلات خارجية
- موسوعة السلطان قابوس لأسماء العرب نسخة محفوظة 5 أبريل 2019 على موقع واي باك مشين.